# Јанчишта
Јанчишта (грч. Άγιος Γεώργιος, Ајос Георгиос) је насељено место у општини Бер у периферији Средишња Македонија, Грчка. Према попису из 2021. године било је 1.474 становника.
Према бугарском географу и историчару, Василу Канчову, у Јанчишту је 1900. године живело 320 Словена хришћана. После 1923. године насељена је 131 грчка избегличка породица из Турске, укупно 483 особа.